# Guillermo López
 Guillermo Alberto Fernando López  (Tostado, provincia de Santa Fe, Argentina, 1 de septiembre de 1927- Buenos Aires, 12 de mayo de 2004) fue un abogado y ministro de la Corte Suprema de Justicia de Argentina, que renunció a este último cargo cuando la Cámara de Diputados inició el procedimiento del juicio político para removerlo por mal desempeño de su cargo.

## Actividad profesional y docente
Estudió  en la Facultad de Derecho de la Universidad de Buenos Aires donde se recibió de abogado en 1952 y obtuvo su doctorado cuatro años después.
Especializado en Derecho Laboral, ejerció su profesión en el ámbito privado atendiendo en forma principal empleados de la actividad de los Seguros y trabajadores de la Construcción, encontrándose ligado a los sindicatos de las dos actividades.
Fue profesor de derecho laboral en las universidades de Belgrano y de Buenos Aires.

## Actuación judicial
El 9 de junio de 1992 fue designado juez de la Cámara Nacional de Apelaciones del Trabajo y el 29 de marzo de 1994, en cumplimiento de una de las cláusulas del Pacto de Olivos, el presidente Carlos Saúl Menem lo nombró miembro de la Corte Suprema de Justicia de la Nación. En su carrera judicial tuvo influencia el ministro de trabajo Enrique Osvaldo Rodríguez que había sido socio de la esposa de López.
Compartió el Tribunal, en distintos momentos con Augusto César Belluscio, Carlos S. Fayt, Enrique Petracchi, Ricardo Levene (hijo), Julio Nazareno, Adolfo Vázquez, Eduardo Moliné O'Connor, Gustavo Alberto Bossert y Antonio Boggiano. López integró con Vázquez, Nazareno, Moliné O'Connor y Boggiano la llamada “mayoría automática” caracterizada por fallos –muchos de ellos discutidos- que convalidaban la política de Menem. Mantuvo en la Corte un deliberado bajo perfil y la decisión  de rechazar sistemáticamente las consultas periodísticas.
El 11 de octubre de 2002, en un primer intento de remover a López  de la Corte, 132 legisladores votaron en favor de su juicio político pero no lograron la mayoría requerida pues 97 se opusieron.
En los últimos tiempos, por su delicado estado de salud, sólo ocasionalmente concurría a la Corte y los despachos eran llevados a su domicilio para la firma. Esta situación, más un nuevo pedido de juicio político iniciado a mediados de octubre de 2003 lo llevó a renunciar, lo que concretó con un breve texto presentado el 22 de octubre. La dimisión fue aceptada mediante el Decreto 1154/2003 firmado por el presidente Néstor Kirchner el 1 de diciembre de 2003.
López falleció en Buenos Aires el 12 de mayo de 2004 a raíz de un paro cardíaco.
Guillermo Lopez Matturo

## Obras
Además de las notas publicadas en las revistas especializadas, Guillermo López escribió, entre otras obras:
- La suspensión de la relación de trabajo (1973) Buenos Aires Editorial Astrea.
- Derecho de las asociaciones profesionales (1974). Buenos Aires Editorial La Ley.
- Problemática laboral (1983)  Buenos Aires Editorial  Ábaco de Rodolfo Depalma (1983).
- 'Derecho de las asociaciones sindicales : ley 23.551 y su reglamentación (2000). Buenos Aires Editorial La Ley.